# Siostrzeństwo

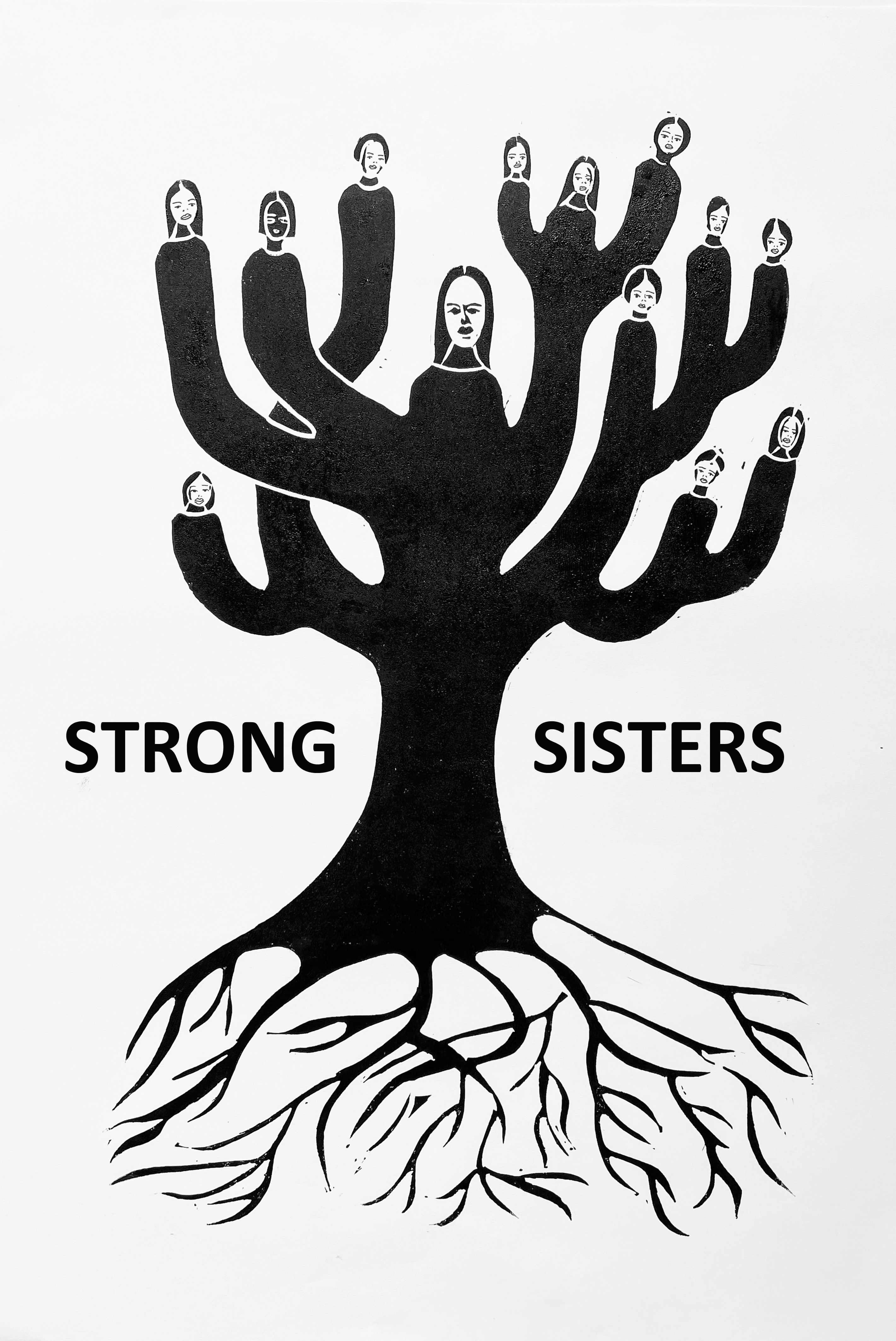
Plakat (linoryt) Małgorzaty Malwiny Niespodziewanej "Silne siostry", 2021, wykonany na 30. Festiwal Kultury Żydowskiej w Krakowie wspierający ideę siostrzeństwa.

Siostrzeństwo – pokrewieństwo, relacja sióstr między sobą, a także pojęcie wspólnoty, porozumienia lub solidarności między kobietami niespokrewnionymi, wynikające z podobieństwa doświadczeń.
W pierwszej połowie XIX w. polska pisarka i poetka Narcyza Żmichowska na określenie więzi i przyjaźni między kobietami używała słowa "posiostrzenie". W ujęciu historycznym siostrzeństwo pojawia się w powstających od średniowiecza religijnych zgromadzeniach zakonnych. Mimo hierarchicznej struktury tych siostrzanych zgromadzeń, według Mary Daly charakteryzowały się one większym szacunkiem dla indywidualności i wolności osobistej niż w przypadku zakonnych wspólnot braterskich.
Słownik języka polskiego z 1916 roku wspomina siostrzeństwo w odniesieniu do sióstr rodzonych. Krystyna Długosz-Kurczabowa, lingwistka z Uniwersytetu Warszawskiego podkreśla, że siostrzeństwo pozostaje odpowiednikiem braterstwa. Słownik Merriam-Webster definiuje siostrzeństwo (ang. sisterhood) jako pokrewieństwo między rodzeństwem płci żeńskiej, ale też jako solidarność między kobietami opartą na wspólnocie uwarunkowań, doświadczeń czy problemów. Odnosi się do siły, którą daje wspólnota kobiet.
W latach 60. XX w. w amerykańskim ruchu kobiecym siostrzeństwo zaczęło funkcjonować jako idea polityczna, w opozycji do braterstwa. Pozornie uniwersalna idea braterstwa odnoszącego się do wszystkich ludzi, de facto odnosiła się tylko do mężczyzn, pomijając kobiety i marginalizując w języku i kulturze patriarchatu relacje między kobietami.
Kathie Sarachild – czołowa feministka amerykańska oraz pisarka – w 1968 napisała frazę Siostrzeństwo to potęga (ang. Sisterhood is Powerful) w ulotce, którą stworzyła z okazji przemówienia, jakie wygłosiła w czasie pierwszej publicznej akcji New York Radical Women. Fraza ta stała się inspiracją do wydania w kolejnych latach cyklu antologii tekstów feministycznych: Sisterhood Is Powerful: Anthology of Writings from the Women's Liberation Movement (1970), Sisterhood Is Global: The International Women's Movement Anthology (1984) i Sisterhood Is Forever: Antologia kobiet na nowe tysiąclecie (2003).
Pojęcie siostrzeństwa używane jest często w ruchach kobiecych, feministycznych, jako przeciwwaga dla rywalizacji, jaką narzuca kobietom patriarchalna kultura. Podobnie jak pojęcie braterstwa odnosi się do więzi między braćmi, siostrzeństwo nawiązuje do więzi rodzinnych jako modelu pozytywnych relacji między kobietami. Obydwa pojęcia odnoszą się zwykle do wzajemnej pomocy i solidarności między osobami niespokrewnionymi, są swojego rodzaju postulatami traktowania ich „jak rodziny” – szczerze i serdecznie.
Praktykowanie siostrzeństwa pomiędzy kobietami może być doświadczeniem bardzo pozytywnym: dzielenie się doświadczeniami pozwala dostrzec systemowy charakter kobiecych problemów, a wzajemna pomoc i wsparcie wzmacniają relacje między kobietami. Międzypokoleniowe działania tego rodzaju mogą przyczyniać się do powstawania relacji przyjacielskich lub mentorskich.
W ruchach feministycznych siostrzeństwo jest zarówno praktyką, jak i celem, propozycją dostrzeżenia wspólnoty doświadczeń kobiecych* i próbą działania ponad podziałami narodowymi, rasowymi, klasowymi i innymi. Jest to cel trudny do osiągnięcia, ponieważ oprócz przynależności do swojej płci kobiety jednoczą się w grupy o różnych interesach i przywilejach, co może utrudniać solidarne działanie, czy zdefiniowanie wspólnego celu, bez umacniania dyskryminacji grup nieuprzywilejowanych.
W literaturze do wspólnoty kobiecych doświadczeń odwołuje się np. Clarissa Pinkola Estés w książce „Biegnąca z wilkami”, która gromadzi mity i archetypy, odnoszące się do kobiecego doświadczenia i psychiki.
W Polsce do idei siostrzeństwa odwołuje się wiele organizacji i ruchów, między innymi: Sisters of Europe Polska, Ruch "Kręgów Kobiecych", ruch rozwoju duchowego oparty na założeniach wspólnoty kobiecego doświadczenia (w Polsce działa około 50 grup, pionierki ruchu tworzą Krąg Starszyzny Kobiet), służący odpoczynkowi, inspiracji, ekspresji artystycznej i innym formom rozwoju.

## Film
- Irene Lusztig, Siostrzeństwo [online], 21 lutego 2018.

## Komiks
- Marta Breen, Jenny Jordahl: Walka kobiet. 150 lat bitwy o wolność, równość i siostrzeństwo.. Katowice: Non Stop Comics, 2018. ISBN 978-83-8110-625-2. Brak numerów stron w książce

## Książka
- Marek Beylin: Klimat, lewica, siostrzeństwo. Krytyka Polityczna, 2021. ISBN 978-83-66586-53-6. Brak numerów stron w książce

## Wystawy
- Wszyscy ludzie będą siostrami, Muzeum Sztuki w Łodzi, 23 października 2015 – 17 stycznia 2016, kuratorka: Joanna Sokołowska[15]
- Feminizm. Sztuka kobiet, DESA Unicum, 3 – 16 września 2021[16]
- Wszystkie które chcą – Siostrzeństwo bez granic, Galerię NAGA, 20 listopada 2021, kuratorka Jagoda Woźny
- Ślady Siostrzeństwa, Galeria Salon Akademii, 16 sierpnia – 16 września 2022, kuratorki: Eulalia Domanowska, Eliza Proszczuk

## Konferencja
- Siostrzeństwo. Wynalazek XXI wieku?, 8 marca 2022